# Internationale Rosenzweig-Gesellschaft
Die Internationale Rosenzweig-Gesellschaft e.V. (IRG) wurde im Gedenken an den bedeutenden jüdischen Philosophen Franz Rosenzweig am 28. März 2004 auf dem zweiten Internationalen Kongress Franz Rosenzweigs Neues Denken an der Universität Kassel gegründet. Sitz der Gesellschaft ist Rosenzweigs Geburtsstadt Kassel.

## Zielsetzung und Organisation
Ihre Hauptaufgabe sieht die Gesellschaft darin, die Auseinandersetzung mit diesem herausragenden Denker des 20. Jahrhunderts voranzubringen, sowie die Forschungen zu Rosenzweigs spezifischem Ansatz der Existenzphilosophie, seiner Einbindung in die deutsche Philosophie sowie die Besonderheit seines jüdischen Denkens und der von diesem ausgehenden Herausforderung zu einem jüdisch-christlichen Dialog in den verschiedenen Ländern und in den verschiedenen Fachgebieten miteinander zu vernetzen. Zum Gründungspräsident der Gesellschaft wurde 2004 Wolfdietrich Schmied-Kowarzik (Kassel) zusammen mit den Vizepräsidenten Norbert Samuelson (Tempe, AZ) und Martin Brasser (Luzern) gewählt.
Am 20. Juli 2022 wurden in Frankfurt a. M. in den Vorstand der Internationalen Rosenzweig-Gesellschaft wiedergewählt:
- Ephraim Meir, Ramat Gan (Präsident)
- Christian Wiese, Frankfurt a. M. (Vizepräsidentin)
- Irene Kajon, Roma (Vizepräsident)
- Christoph Askani, Genève
- Agata Bielik-Robson, Nottingham
- Yudith Greenberg, Winter Park/Florida

## Kongresse und Buchreihen
Die IRG veranstaltet alle zwei bis drei Jahre einen großen Internationalen Kongress: 2004 in Kassel, 2006 in Jerusalem, 2007 in Pescara/Chieti, 2009 in Paris, 2012 in Toronto, 2014 in Frankfurt a. M., 2017 in Rom, 2019 in Jerusalem, Frankfurt a.M 2022. Darüber hinaus organisiert die Gesellschaft weltweit Fach- und Arbeitstagungen.
Seit 2006 veröffentlicht die IRG das Rosenzweig-Jahrbuch sowie die Buchreihe Rosenzweigiana. Beiträge zur Rosenzweig-Forschung.